# Aloe verecunda
Aloe verecunda är en grästrädsväxtart som beskrevs av Illtyd Buller Pole-Evans. Aloe verecunda ingår i släktet Aloe och familjen grästrädsväxter. Inga underarter finns listade i Catalogue of Life.

## Bildgalleri

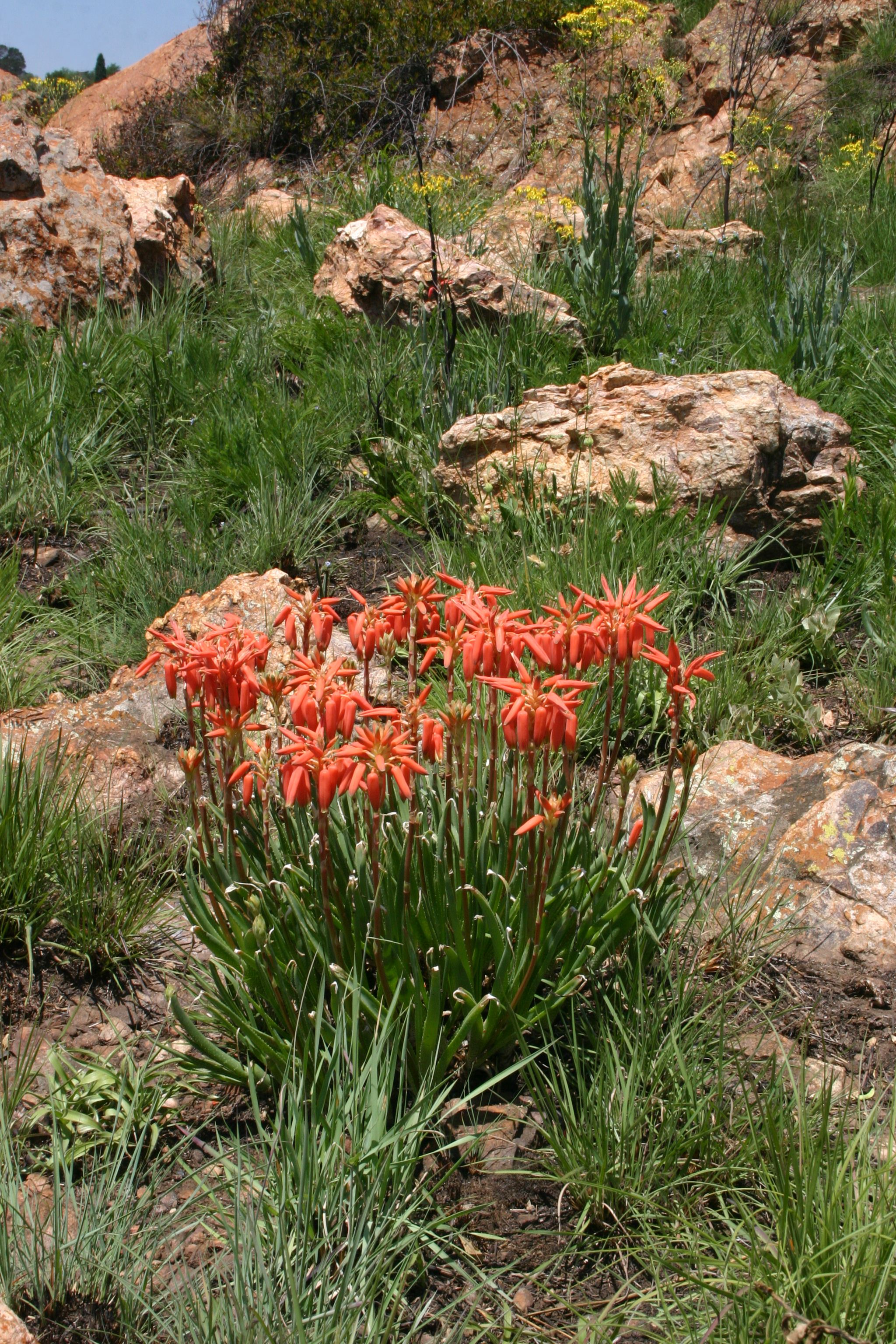